# Fritz J. Raddatz

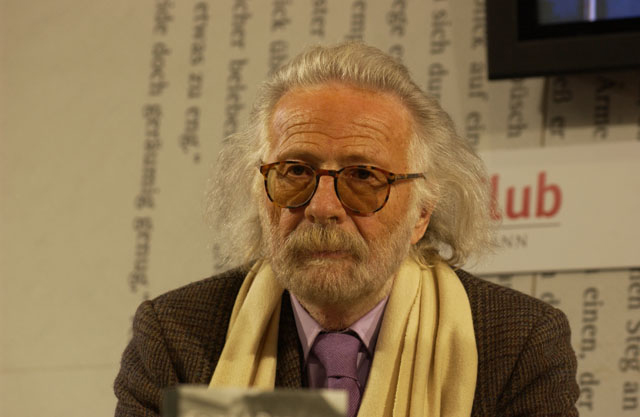
Fritz J. Raddatz (2003)

Fritz Joachim Raddatz (* 3. September 1931 in Berlin; † 26. Februar 2015 in Pfäffikon ZH, Schweiz) war ein deutscher Feuilletonist, Essayist, Biograph und Romancier, der als einer der einflussreichsten deutschen Literaturkritiker seiner Zeit galt.

## Leben
Fritz Joachim Raddatz’ Mutter Alice, eine „Pariserin aus reichem Haus“, starb nach seinen Angaben bei seiner Geburt oder an anderer Stelle im Januar 1933. Der Vater war ein ihm später namentlich geläufiger „nicht unbekannter“ Mann, den er aus diesem Grund nicht nennen wollte. Sein Stiefvater war während des Ersten Weltkrieges Angehöriger von Richthofens Staffel und während der Weimarer Republik Direktionsmitglied des Filmunternehmens UFA. Raddatz schilderte ihn als aggressiv und brutal, machte ihn für körperliche Misshandlungen in seiner Kindheit und die Zuführung zu erzwungenem Sex mit seiner Stiefmutter Irmgard verantwortlich.
Als der Stiefvater 1946 starb, bekamen Fritz und seine Schwester zunächst französische Pässe, doch übernahm dann der 31-jährige protestantische Theologe Hans-Joachim Mund seine Vormundschaft. Dieser begann mit dem fünfzehnjährigen Raddatz – gemäß dessen Schilderung – eine Affäre. Raddatz legte an der Askanischen Oberschule in Berlin-Tempelhof sein Abitur ab. Wie sein Vormund übersiedelte Raddatz 1950 aus politischer Überzeugung nach Ost-Berlin. Er studierte dort Germanistik, Geschichte, Theaterwissenschaft, Kunstgeschichte und Amerikanistik und legte 1953 sein Staatsexamen an der Humboldt-Universität zu Berlin ab. 1958 folgte die Promotion.
Als Zwanzigjähriger schrieb Raddatz für die Berliner Zeitung. Von 1953 bis 1958 war er Leiter der Auslandsabteilung und stellvertretender Cheflektor beim Verlag „Volk und Welt“ in Ost-Berlin. Raddatz gehörte 1956 zu einem Kreis von Intellektuellen, der durch seine regelmäßigen Treffen, bei denen ähnliche Themen wie im ungarischen Petöfi-Club diskutiert wurden, dem Ministerium für Staatssicherheit (MfS) auffiel. Unter dem Eindruck des Ungarischen Volksaufstands begann das MfS in der DDR mit der Bearbeitung der Beteiligten, die im Ergebnis entweder deren Verhaftung oder ihre Flucht zur Folge hatte. Raddatz flüchtete 1958 in die Bundesrepublik. 1971 wurde er an der Universität Hannover bei Hans Mayer habilitiert.
1960 wurde er Cheflektor und stellvertretender Verlagsleiter des Rowohlt Verlags unter Heinrich Maria Ledig-Rowohlt sowie Herausgeber der Taschenbuchreihe rororo-aktuell. 1969 musste er diese Funktion aufgrund der sogenannten „Ballonaffäre“ aufgeben, dem Abwurf von 50.000 im Auftrag von Rowohlt gedruckten Exemplaren der Erinnerungen von Jewgenija Ginsburg über dem Gebiet der DDR. Ab 1976 war er Leiter des Feuilletons der Wochenzeitung Die Zeit. 1985 schied er nach der Verwendung falscher Goethe-Zitate in einem Leitartikel aus diesem Amt aus, blieb aber weiter als Kulturkorrespondent bei der Wochenzeitung tätig. Das falsche Zitat fiel auf, weil er es nicht aus Werken Goethes, sondern aus einer Glosse der Neuen Zürcher Zeitung entnommen hatte (die ein satirischer Beitrag war). In dem Text wurde der Frankfurter Bahnhof erwähnt, den Goethe gar nicht gekannt haben kann, da er erst über 50 Jahre nach dessen Tod gebaut und eröffnet wurde.
Mit Mary Gerold-Tucholsky gab Raddatz Kurt Tucholskys Gesammelte Werke in 10 Bänden (Reinbek 1975) heraus.
Auf Grundlage seiner seit 1982 geführten Tagebücher veröffentlichte er 2003 den Erinnerungsband Unruhestifter; die Tagebücher selbst erschienen in redigierter Form 2010 und 2014. Seine Tagebücher sind nach Ansicht von Hellmuth Karasek ein Panoptikum der west- und ostdeutschen Verlags- und Autorenszene nach 1945. Neben seiner journalistischen Arbeit legte er eine Vielzahl von Essays, Romanen und Biografien vor.
Er war offen bisexuell, nach eigenem Bekunden weit überwiegend mit männlichen Partnern, und lebte in Hamburg mehr als 30 Jahre lang mit seinem Lebenspartner Gerd Bruns zusammen, davon 13 Jahre in einer eingetragenen Partnerschaft.
Im September 2014 gab Raddatz bekannt, sich aus dem aktiven Journalismus zurückziehen zu wollen. Grund dafür sei, dass er sich nicht mehr als zeitgemäß empfinde. Die aktuelle Lyrik und die zeitgenössischen Romane seien für ihn nicht mehr interessant und vor allem nicht mehr liebenswert.

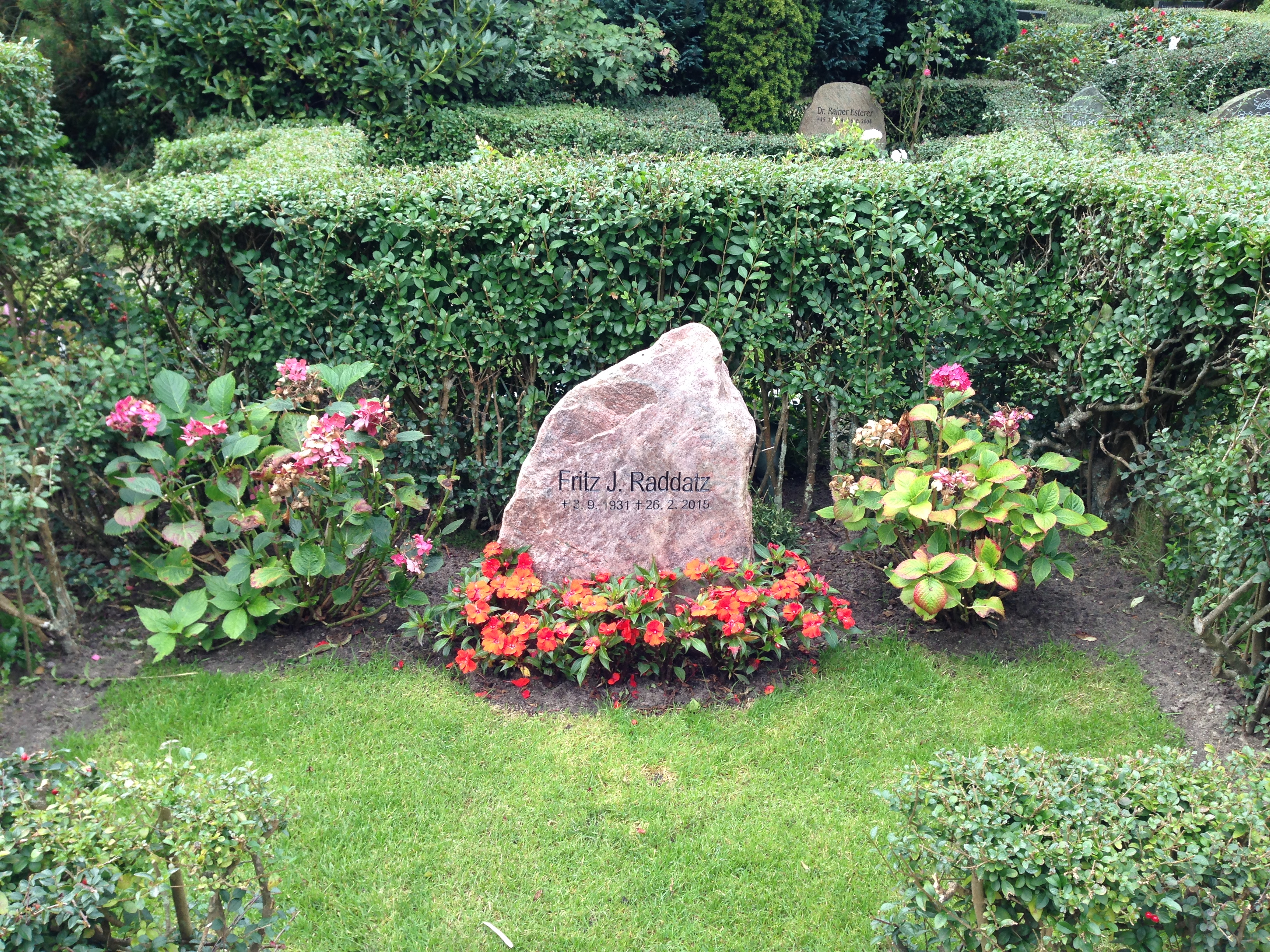
Raddatz’ Grabstätte in Keitum auf Sylt

Zu seinem langjährigen Freund Arno Widmann sagte er: „Irgendwann muss Schluss sein“. Raddatz wollte das Ende seines Lebens selbst bestimmen. Er war seit langer Zeit ein Anhänger des begleiteten Suizids und hielt ihn für eine würdige Form, das Leben zu beenden. Wichtig war ihm: „Eben nicht zu warten, bis der Schlaganfall kommt, in seltsamer Finsternis zu versinken, in die kein Mensch mehr eindringen kann“. So wählte Raddatz den in der Schweiz legalen begleiteten Suizid. Er starb am 26. Februar 2015, einen Tag vor dem Erscheinen seines letzten Buches Jahre mit Ledig. Eine Erinnerung, im „Sterbehaus“ von Dignitas am Ufer des Pfäffikersees. Sein Grab liegt auf dem Friedhof von Keitum auf Sylt, wo er die Grabstelle und den Grabstein bereits Jahre vor seinem Tod gekauft hatte.

## Funktionen und Mitgliedschaften
Fritz J. Raddatz war ab 1969 Vorsitzender der Kurt-Tucholsky-Stiftung, Mitglied im PEN-Zentrum Deutschland und der Hamburger Freien Akademie der Künste.

## Auszeichnungen
François Mitterrand verlieh ihm den Orden Officier des Arts et des Lettres. 2010 erhielt Raddatz den Hildegard-von-Bingen-Preis für Publizistik.

## Werke (Auswahl)

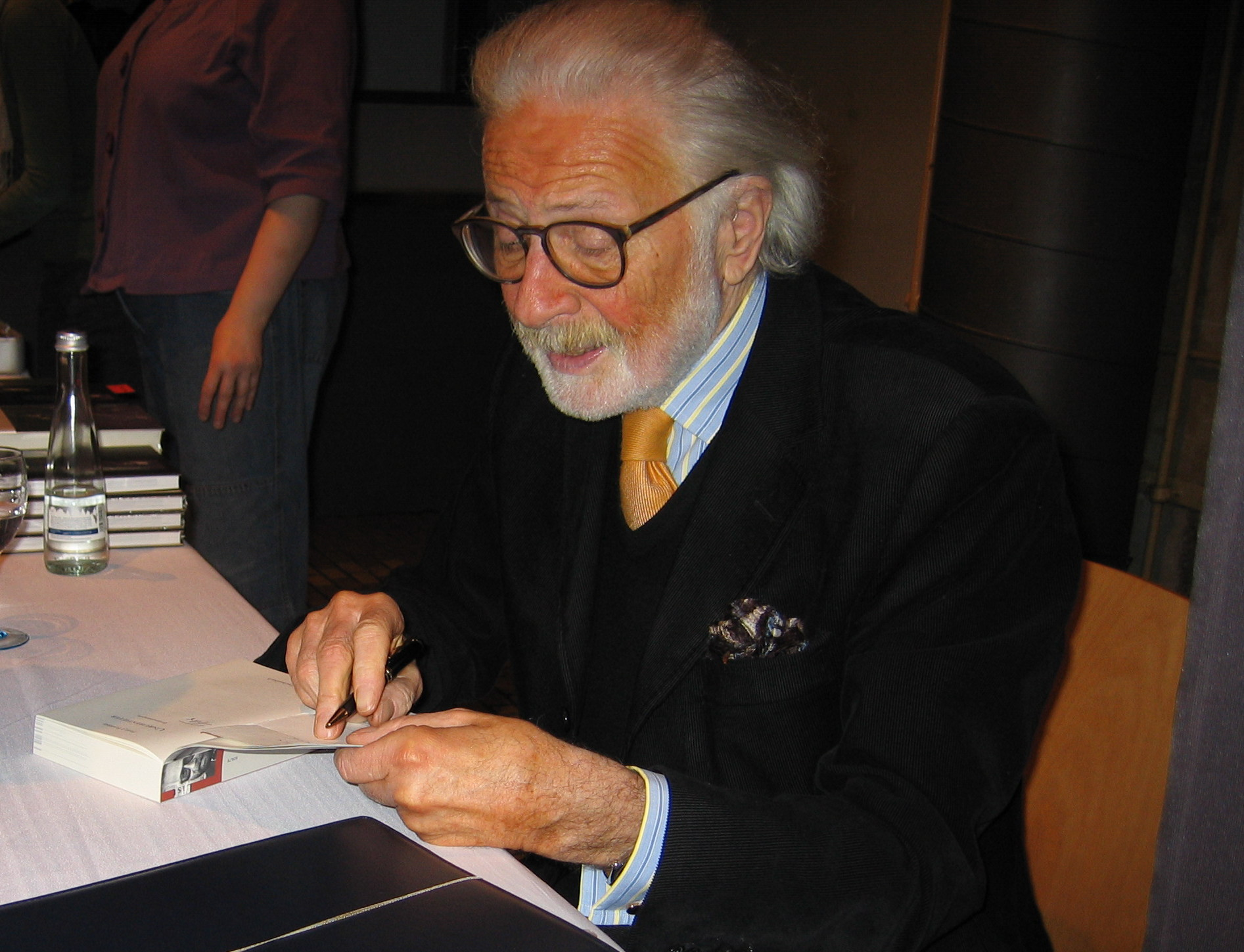
Raddatz beim Signieren eines Exemplars des Buchs Unruhestifter (2012)

- Herders Konzeption der Literatur, dargelegt an seinen Frühschriften, 1958 (Phil. Diss. Humboldt-Universität zu Berlin).
- Traditionen und Tendenzen. Materialien zur Literatur der DDR. Suhrkamp, Frankfurt am Main 1972, ISBN 3-518-03995-4 (zugleich Habil.-Schrift TU Hannover 1971).
- Georg Lukács in Selbstzeugnissen und Bilddokumenten. Rowohlt, Reinbek 1972, ISBN 3-499-50193-7.
- Karl Marx. Eine politische Biographie. Hoffmann und Campe, Hamburg 1975, ISBN 3-455-06010-2.
- Karl Marx. Der Mensch und seine Lehre. Rowohlt, Reinbek 1987, ISBN 3-499-18324-2.
- Heinrich Heine. Ein deutsches Märchen. Essay. Hoffmann und Campe, Hamburg 1977, ISBN 3-455-06011-0.
- Revolte und Melancholie. Essays zur Literaturtheorie. Knaus, Hamburg 1979, ISBN 3-8135-2543-0.
- Von Geist und Geld. Heinrich Heine und sein Onkel, der Bankier Salomon. Eine Skizze. Mit sechs Radierungen von Günter Grass. Bund, Köln 1980, ISBN 3-7663-0631-6.
- Eros und Tod. Literarische Portraits. Knaus, Hamburg 1980, ISBN 3-8135-2555-4.
- Pyrenäenreise im Herbst. Auf den Spuren Kurt Tucholskys. Rowohlt, Reinbek 1985, ISBN 3-498-05705-7.
- Die Nachgeborenen. Leseerfahrungen mit zeitgenössischer Literatur. S. Fischer, Frankfurt am Main 1983, ISBN 3-10-062802-0.
- Lügner von Beruf. Auf den Spuren William Faulkners. Rowohlt, Reinbek 1987, ISBN 3-498-05711-1.
- Geist und Macht: Essays 1, Polemiken, Glossen und Profile. Rowohlt, Reinbek 1989, ISBN 3-499-18551-2.
- Der Rhein ist tiefer denn je. Welche Rolle spielt die zeitgenössische französische Literatur in Deutschland? In Verena von der Heyden-Rynsch, Hg.: Vive la littérature! Französische Literatur der Gegenwart. Hanser, München 1989, ISBN 3-446-15727-1 S. 273–276.[23]
- Tucholsky, ein Pseudonym. Essay. Rowohlt, Reinbek 1989, ISBN 3-498-05706-5.
- Taubenherz und Geierschnabel. Heinrich Heine. Eine Biographie. Beltz, Weinheim 1997, ISBN 3-88679-288-9.
- Ich habe dich anders gedacht. Erzählung. Arche, Zürich 2001, ISBN 3-7160-2287-X.
- Gottfried Benn. Leben – niederer Wahn. Eine Biographie. Propyläen, Berlin 2001, ISBN 3-549-07145-0.
- Günter Grass. Unerbittliche Freunde. Ein Kritiker. Ein Autor. Arche, Zürich 2002, ISBN 3-7160-2308-6.
- Literarische Grenzgänger. Sieben Essays. List, München 2002, ISBN 3-548-60220-7.
- Unruhestifter. Erinnerungen. Propyläen, Berlin 2003, ISBN 3-549-07198-1.
- Eine Erziehung in Deutschland. Trilogie. Rowohlt, Reinbek 2006, ISBN 3-498-05778-2 (enthält: Kuhauge (1984); Der Wolkentrinker (1987); Die Abtreibung (1991)).
- Liebes Fritzchen, Lieber Groß-Uwe. Der Briefwechsel (mit Uwe Johnson). Suhrkamp, Frankfurt am Main 2006, ISBN 3-518-41839-4.
- Schreiben heißt, sein Herz waschen. Literarische Essays. Zu Klampen, Springe 2006, ISBN 3-934920-95-0.
- Mein Sylt. Fotos von Karin Székessy. Mare, Hamburg 2006, ISBN 3-936384-26-6.
- Das Rot der Freiheitssonne wurde Blut. Literarische Essays. Zu Klampen, Springe 2007, ISBN 978-3-86674-013-6.
- Rainer Maria Rilke. Überzähliges Dasein. Eine Biographie. Arche, Zürich 2009, ISBN 978-3-7160-2606-9.
- Nizza – mon amour. Arche, Zürich 2010, ISBN 978-3-7160-2636-6.
- Tagebücher 1982–2001. Rowohlt, Reinbek 2010, ISBN 978-3-498-05781-7.
- Tucholsky: Eine biografische Momentaufnahme. Herder, Freiburg im Breisgau 2010, ISBN 978-3-451-06238-4.
- Bestiarium der deutschen Literatur. Rowohlt, Reinbek 2012, ISBN 978-3-498-05793-0.
- Tagebücher 2002–2012. Rowohlt, Reinbek 2014, ISBN 978-3-498-05797-8.[24]
- Stahlstiche: 33 Einreden aus 35 Jahren. Rowohlt, Reinbek 2013, ISBN 978-3-498-05796-1.
- Jahre mit Ledig: Eine Erinnerung. Rowohlt, Reinbek 2015, ISBN 978-3-498-05798-5.

## Hörfunk
- Wer keinen Anstoß erregt, gibt auch keinen – Gespräch mit Ludger Bült, Ursendung: 5. September 2002, MDR Kultur